# Hania Rani
Hania Rani (nascida Hanna Maria Raniszewska em 1990, Gdańsk) é uma pianista, compositora e cantora polaca. Ela estudou música na Escola de Música Feliks Nowowiejski em Gdańsk e na Universidade de Música Fryderyk Chopin, de Varsóvia.

## Discografia

### Álbuns
| Título        | Detalhes                                                                                        | Posições do gráfico de pico |
| Título        | Detalhes                                                                                        | Reino Unido                 |
| ------------- | ----------------------------------------------------------------------------------------------- | --------------------------- |
| Esja          | - Lançado: 5 de abril de 2019 - Gravadora: Gondwana Records - Formato: download digital, CD, LP | 65                          |
| Home          | - Lançado: 29 de maio de 2020 - Gravadora: Gondwana Records - Formato: download digital, CD, LP | -                           |
| On Giacometti | - 2023                                                                                          |                             |